# Oligochaeta (biljni rod)
Oligochaeta, biljni rod iz porodice glavočika. Sastoji se od tri vrste jednogodišnjeg raslinja iz Azije, Kavkaz, Središnja Azija, istočna Turska, Iran, Indija.

## Vrste
1. Oligochaeta divaricata (Fisch. & C.A.Mey.) K.Koch
2. Oligochaeta minima (Boiss.) Briq.
3. Oligochaeta tomentosa Czerep.